# Tomás Francisco de Saboya-Carignano
Tomás Francisco de Saboya-Carignano,  (Turín, 21 de diciembre de 1596-Turín, 22 de enero de 1656), fue un militar y príncipe saboyano. Fue Príncipe de Saboya-Carignano.

## Primeros años de vida
Fue hijo de Carlos Manuel I de Saboya y de la infanta española Catalina Micaela de Austria, hija del gran Felipe II de España; y hermano de Víctor Amadeo I. En 1620 se convirtió, por disposición de su padre, en el primer príncipe de Carignano dando origen a la línea Saboya-Carignano, de la cual descienden los futuros reyes de Italia.

### Matrimonio e hijos
Se casó en París el 14 de abril de 1625 con María de Borbón-Soissons (París, 3 de mayo de 1606 - ivi, 3 de junio de 1692), hija de Carlos de Borbón, conde Soissons, a su vez hijo de Luis I de Borbón-Condé y de Ana de Montafià.
De este matrimonio nacieron 6 hijos:
- Manuel Filiberto de Saboya-Carignano, príncipe de Carignano (1628 – 1709).
- José Manuel.
- Fernando.
- Eugenio Mauricio, conde de Soissons (1636 – 1673).
- Cristina Carlota.
- Luisa Cristina (1627)-(1689), madre de Luis Guillermo de Baden-Baden.

## Vida pública
Fue embajador en París. Se decantó por la causa española durante los primeros años de la Guerra franco-española, en 1635 comandó a los ejércitos españoles de Flandes siendo derrotado en la Batalla de Les Avins y venciendo a las tropas francesas en el fallido asedio de Saint-Omer en 1638. A la muerte de su hermano, Víctor Amadeo I, acaecida de forma imprevista en Vercelli el 7 de octubre de 1637 y debido a que el heredero, Francisco Jacinto, era todavía demasiado joven para dirigir el Ducado de Saboya, se inició la regencia de su madre, María Cristina de Francia (la Madama Reale), cuñada de Tomás, y hermana del rey Luis XIII de Francia.
Tomás y su hermano, el cardenal Mauricio de Saboya, que eran filo-españoles no vieron con buenos ojos esta regencia pro-francesa (tropas francesas comandadas por La Vallette entraron en el Piamonte a consecuencia de la guerra contra España). El 4 de octubre de 1638 moría Francisco Jacinto y el derecho de sucesión pasó a su hermano Carlos Manuel que contaba con tan solo 2 años de edad y una salud bastante frágil. No había más hijos varones de Víctor Amadeo I, y por tanto, en caso de muerte de Carlos Manuel, el ducado podría pasar al hermano de Tomás, el cardenal Mauricio.
Animado por este último, Tomás reclamó la regencía para sí. La nobleza, el clero y la alta burguesía se dividieron entre los dos bandos: los llamados "principistas", filo-españoles y partidarios de Tomás, y los "madamistas", filo-franceses y partidarios de la Madama Reale. En agosto de 1639, María Cristina de Francia fue obligada a huir, junto con su hijo Carlos Manuel, de Turín, la cual se encontraba ya en manos de los principistas.
Sin embargo, ya en noviembre de 1640 la regente y el pequeño duque pudieron volver a Turín: las tropas francesas del marqués d’Harcourt la habían liberado de las tropas principistas el 24 de septiembre. Dos años después se llegó a un acuerdo: María Cristina de Francia permanecía como regente en nombre de Carlos Manuel, su cuñado Mauricio recibía la lugarteniencia de Niza y la mano de Luisa, hija de María Cristina (previa dispensa papal), mientras que Tomás recibía la lugarteniencia de Ivrea y Biella.
Reconciliado con Francia, en 1646 combatió para ésta contra los españoles en la batalla de Orbetello. Lideró una fracasada expedición para apoyar la República Napolitana y asedió Pavía en 1655, sin conseguir tomarla.
Entre sus hijos destaca, Eugenio Mauricio, que recibió el título de conde de Soissons de su madre, y que será el padre del famoso general Eugenio de Saboya. La continuación de la rama Saboya-Carignano, no obstante, será asegurada por el primogénito Manuel Filiberto.
separatore